# Yang Dong-geun (cestista)
Yang Dong-geun (양동근?; Seul, 14 settembre 1981) è un ex cestista sudcoreano.

## Carriera
Con la Corea del Sud ha disputato i Campionati mondiali del 2014 e cinque edizioni dei Campionati asiatici (2007, 2009, 2011, 2013, 2015).